# Tinderhøj Skole
Tinderhøj Skole er Rødovre Kommunes mindste folkeskole. Skolen blev indviet i august 1952 (opført i årene 1950-54) og er tegnet af arkitekt Georg Ponsaing. Skolen kostede 7.035.857 kr. at bygge. Som på flere andre skoler i Rødovre er skolens festsal som et klassisk eksempel på 1950´ernes byggestil. Der gik i perioder helt op til 1300 elever på skolen.
Tinderhøj Skole har sit navn efter en gravhøj fra bronzealderen (1700-500 f.kr.) , kaldet Tinderhøj. Denne blev sløjfet i slutningen af 1800-tallet. Gravhøjen var en del af en gruppe høje kaldet valhøjene på Rødovre Mark, der udgjordes af Horshøj, Valhøj, Lille Valhøj og Tinderhøj.
I mange år lå der på Tinderhøj Skole en Ordblindeskole, der modtog elever med svære læse- og skrivevanskeligheder fra lokalområdet og omegnskommunerne. Fra 2013 blev kun elever med dysleksi optaget. Fra 1.1. 2020 huser skolen en nyoprettet afdeling af Rødovre Kommunes Specialcenter for børn med særlige behov. Specialcenterets anden afdeling er beliggende på Valhøj Skole.